# Лондон-бридж

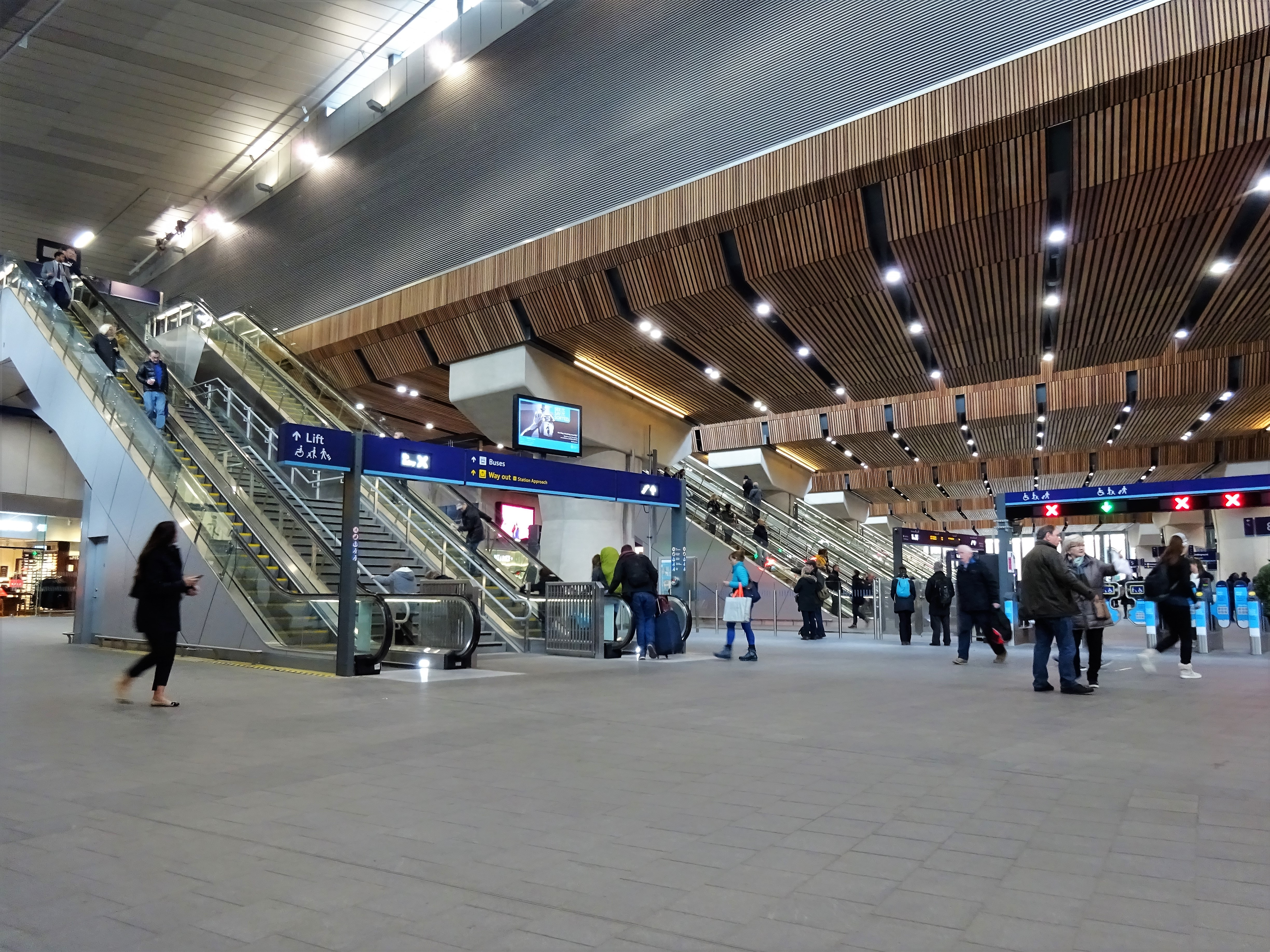
Главный вестибюль станции

Лондон-бридж (англ. London Bridge) — центральный железнодорожный вокзал Лондона, соединённый со станцией лондонского метро, в боро Саутуарк (Southwark), на юго-востоке Лондона. Он занимает большую территорию на трех уровнях непосредственно к юго-востоку от Лондонского моста, от которого и получил свое название.
Это один из двух главных лондонских вокзалов к югу от Темзы (второй — Ватерлоо), одна из двух конечных станций основных линий Лондона, является четвертым по загруженности вокзалом Лондона, обслуживая более 50 миллионов пассажиров в год.
Станция метро на Лондон-бридж также является старейшей станцией Лондонского метрополитена, в лондонской тарифной зоне 1, — её открытие состоялось в 1836 году.
Лондон-бридж обслуживает юго-восточные маршруты, от вокзалов Чаринг-Кросс и Кэннон-стрит (Cannon Street station) до пунктов назначения в юго-восточном Лондоне, Кенте и Восточном Суссексе и является конечной точкой для многих южных пригородных и региональных рейсов в южный Лондон и многочисленных пунктов назначения в Юго-Восточной Англии.
Данная станция главной линии — одна из 19 станций в Великобритании, находящихся под управлением Network Rail.
В ней имеется кассовый зал и входная зона с главным фасадом, выходящим на Тули-стрит (Tooley Street), а также другие входы на Боро-Хай-стрит (Borough High Street) и в вестибюле главной станции.

## История
Первоначально станция была открыта Лондонско-гринвичской железной дорогой (London and Greenwich Railway) как местная линия. Впоследствии она обслуживала Лондонско-кройдонскую железную дорогу (London and Croydon Railway), Лондонско-брайтонскую железную дорогу и Юго-Восточную железную дорогу (South Eastern Railway), таким образом став важной конечной станцией Лондона.
Она был перестроена в 1849 году и снова в 1864 году, чтобы предоставить больше услуг и увеличить пропускную способность.
Электрификацию местных линий Лондон-бридж начали в начале XX века и распространились на национальные маршруты к 1930-м годам.
Станция была полностью перестроена компанией British Rail в 1970-х годах, вместе с комплексной переустановкой схемы сигнализации и выравниванием путей.
В 2010-х годах станция была переработана, чтобы лучше приспособить маршрут Thameslink, который обеспечивает соединение с аэропортом Гатвик, аэропортом Лутон и Crossrail.
Магистральные маршруты системы Thameslink из Бедфорда, Кембриджа и Питерборо в Брайтон и другие пункты назначения в Сассексе и Кенте начали обслуживаться в 2018 году.
В 2022 году на станцию перенесли спасенный орган викторианской эпохи.

## Происшествия
- 28 февраля 1992 года на станции взорвалась бомба, заложенная ИРА, в результате чего 29 человек получили ранения.